# إدواردو دوكا
إدواردو دوكا (بالإيطالية: Edoardo Duca)‏ هو لاعب كرة قدم إيطالي في مركز الوسط، ولد في 30 مايو 1997 في ميلانو في إيطاليا.

## وصلات خارجية
- إدواردو دوكا على موقع قاعدة بيانات كرة القدم.إي يو (الإنجليزية)
- إدواردو دوكا على موقع Soccerway.com (الإنجليزية)
- إدواردو دوكا على موقع عالم كرة القدم.نت (الإنجليزية)